# Jones Joubert
Jones Joubert (ur. 17 lutego 1984) – seszelski piłkarz grający na pozycji obrońcy. Od 2013 roku jest zawodnikiem klubu Côte d’Or FC.

## Kariera klubowa
Swoją karierę piłkarską Joubert rozpoczął w klubie St Louis Suns United FC. W 2006 roku zadebiutował w nim w pierwszej lidze seszelskiej. W latach 2011–2012 był zawodnikiem The Lions Cascade FC, a w 2013 przeszedł do Côte d’Or FC. W sezonach 2013, 2016 i 2018 wywalczył z nim trzy mistrzostwa, a w sezonach 2017 i 2019/2020 - dwa wicemistrzostwa Seszeli.

## Kariera reprezentacyjna
W reprezentacji Seszeli Joubert zadebiutował 30 czerwca 2006 roku w wygranym 2:1 towarzyskim meczu z Tanzanią. Od 2006 do 2019 rozegrał w kadrze narodowej 38 meczów.